# Maurice Stokes
Maurice Stokes (ur. 17 czerwca 1933 w Pittsburghu, zm. 6 kwietnia 1970 w Cincinnati) – amerykański koszykarz, skrzydłowy, uczestnik spotkań gwiazd, kilkukrotnie zaliczany do drugiego składu najlepszych zawodników NBA, debiutant roku, członek Basketball Hall of Fame.

## Życiorys
Podczas występów na uczelni Saint Francis, w Loretto Pensylwania Stokes poprowadził kilkukrotnie zespół Red Flash do udziału w turnieju NIT. Jako junior (przedostatni rok) notował średnio 23,3 punktu i 22,2 zbiórki, prowadząc swoją drużynę do rezultatu 22-9. Rok później poprowadził Flash do półfinałów turnieju NIT, przeciwko Dayton, w którym to ulegli oni 79-73, mimo zdobycia przez Stokesa aż 43 punktów oraz w rezultacie tytułu MVP całych rozgrywek.
Po ukończeniu uczelni w 1955 roku Stokes przystąpił do draftu NBA. Został w nim wybrany z numerem 2 przez klub Rochester Royals.
Jako debiutant notował średnio 16,8 punktu, 16,3 zbiórki oraz 4,9 asysty. Podczas swojego pierwszego spotkania w NBA zanotował 32 punkty, 20 zbiórek oraz 7 asyst. W jednym ze spotkań zaliczył też rekordowe 38 zbiórek. Jego średnia zbiórek (16,3) okazała się najwyższa w całej lidze, jednak tytuły lidera w danej kategorii statystycznej przyznawano wtedy na podstawie łącznej liczby uzyskanych punktów, zbiórek, czy też asyst. W związku z tym liderem w tej klasyfikacji został oficjalnie Bob Pettit, który uzyskał 1164 zbiórki (średnia 16,2), w stosunku do 1094 zbiórek Stokesa. W trakcie rozgrywek został powołany do udziału w meczu gwiazd, natomiast po ich zakończeniu wybrano go do drugiego składu najlepszych zawodników ligi, oraz debiutantem roku.
W kolejnym sezonie Stokes został liderem NBA w zbiórkach, ze średnią 17,4. Wyższą średnią legitymował się co prawda Bill Russell (19,6), lider był jednak wybierany na podstawie łącznej liczby zbiórek, który Russel zanotował 943, natomiast Stokes 1256. Wystąpił po raz drugi z rzędu w NBA All-Star Game wraz z kolegami z zespołu – Jackiem Twymanem i Richie Reganem, po zakończeniu fazy zasadniczej wyróżniono go po raz kolejny wyborem do All-NBA Second Team. Rok później zaliczył swój trzeci występ meczu gwiazd, otrzymał też trzecią nominację do drugiego składu najlepszych zawodników NBA.
12 marca 1958 roku, podczas ostatniego spotkania sezonu 1957/58 (przeciw Lakers), miał miejsce tragiczny w skutkach wypadek. Stokes ścinając pod kosz przewrócił się i uderzył feralnie głową w parkiet, po czym stracił przytomność. W szatni podano mu sole trzeźwiące, po czym powrócił na boisko. Trzy dni później wystąpił w pierwszym spotkaniu fazy play-off przeciwko Detroit Pistons, notując 12 punktów oraz 15 zbiórek. W trakcie lotu powrotnego do Cincinnati poczuł się jednak bardzo źle. Kilka dni później został sparaliżowany i zapadł w śpiączkę, w konsekwencji wcześniejszego wypadku. Zdiagnozowano u niego encefalopatię, potocznie uszkodzenie mózgu.
Z pomocą przyszedł mu kolega z zespołu, z którym wspólnie rozpoczynał swoją karierę w NBA – Jack Twyman. To właśnie on organizował pieniądze na opiekę medyczną Stokesa oraz założył mającą mu w tym pomóc fundację jego imienia – Maurice Stokes Foundation. Organizował mecze pokazowe – Maurice Stokes Memorial Basketball Games, w celu zbiórki pieniędzy. Spotkania te zastąpił z biegiem lat turniej golfowy – Maurice Stokes/Wilt Chamberlain Celebrity Pro-Am Golf Tournament. Z czasem Twyman został prawnym opiekunem Stokesa. Zajął się bezpośrednio jego finansami oraz zapewnianiem mu należytej opieki. Twyman opiekował się Stokesem aż do jego śmierci, która miała miejsce 6 kwietnia 1970 roku, w konsekwencji ataku serca.

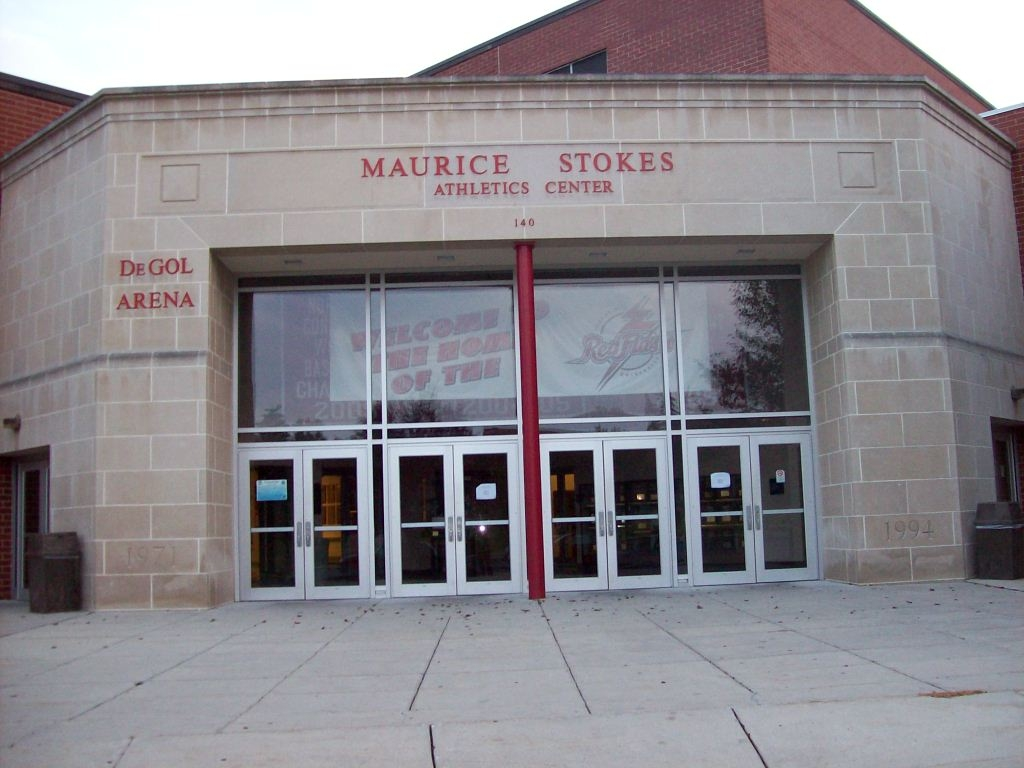
Centrum Sportowe im. Maurice'a Stokesa

W 1971 roku wybudowano centrum sportowe na kampusie uczelni  St. Francis, któremu nadano pierwotnie nazwę Maurice Stokes Physical Education Building, a następnie nieco uproszczono do nazwy – The Maurice Stokes Athletics Center.
9 czerwca 2013 NBA ustanowiła nową nagrodę – Twyman–Stokes Teammate of the Year Award, honorując w ten sposób niezwykłą przyjaźń między tymi dwoma zawodnikami. Otrzyma ją zawodnik, który okazał się najlepszym kolegą z drużyny dla pozostałych zawodników. Kandydatów do jej przyznania typują zawodnicy wszystkich drużyn NBA. Dwunastu z najlepszymi wynikami kwalifikuje się do rundy finałowej głosowania.

## Osiągnięcia
College
- MVP turnieju NIT (1955)[4]
- Zaliczony do:
  - składu small-college All-American[4]
  - Akademickiej Galerii Sław Koszykówki (2006)[14]
- Lider ligi akademickiej w skuteczności rzutów z gry (1953)[15]
- Zaliczony do All-Time NIT Team (1997)[4]

NBA
- 3-krotny uczestnik meczu gwiazd NBA (1956-1958)[16]
- 3-krotnie wybierany do składu II składu NBA (1956-1958)[1]
- Debiutant roku NBA (1956)[2]
- Lider NBA w zbiórkach (1957)[17]
- Klub Sacramento Kings zastrzegł należący do niego w numer 12[18]
- Wybrany do Koszykarskiej Galerii Sław (Naismith Memorial Basketball Hall Of Fame – 2004)[3]